# جان فلمینگ (بازیکن فوتبال، زاده ۱۹۵۳)
جان فلمینگ (انگلیسی: John Fleming; ۱ ژوئیهٔ ۱۹۵۳) بازیکن و مربی سابق فوتبال اهل بریتانیا است.
از باشگاه‌هایی که در آن بازی کرده‌است می‌توان به باشگاه فوتبال پورت ویل، باشگاه فوتبال لینکولن سیتی، و باشگاه فوتبال آکسفورد یونایتد اشاره کرد.